# 極楽寺 (亀岡市河原林町)
極楽寺（ごくらくじ）は、京都府亀岡市河原林町にある臨済宗東福寺派の寺である。

## 歴史
極楽寺は、応永10年（1403年）在泉希譲の開基といい、寛文2年（1662年）菊隠和尚の代に現在地に移ったと伝えている。しかし、江戸時代に寺はだんだん荒廃に向かっていたが、明治初年の廃仏毀釈の風潮の中で本堂・庫裏の傷みは非常に進んでしまった。現本堂は、多くの人たちに寄進された浄財で改築、1911年（明治44年）に竣工したものである。日露戦争や洪水などで浄財もなかなか集まらず計画は頓挫しかかったが、住職の意気込みで見事に竣工をみたのである。

## 建造物
- 本堂 - 瓦葺、入母屋造、平屋建、間口六間、奥行五間[1]。棟木の般若心経は霊堂和尚の書写[1]。
- 門[1]
- 庫裏[1]
- 鐘楼[1]

## 文化財
- 釈迦涅槃図 - 唐の呉道子の書によるという[1][2]。

## 逸話
1929年（昭和4年）、当寺の属する勝林島部落において若者の風紀改善が問題となり、「晩10時の鐘の合因で皆一斉に寝てはどうか」との提案が採用されたという。以後、極楽寺の鐘は毎夜所定の時間に撞かれ、青年の夜遊びがほとんどなくなったという。さらにこの勝林島部落にならい、同じ河原林村内の河原尻部落でもなにか有意義な活動を、との声が上がり、こちらでは冬の朝5時、夏は4時から4時半頃に早起の鐘をつくことになった。これにより河原林村は朝は宝光寺、夜は極楽寺の鐘が鳴り響くようになった。この活動は青年だけでなく村民の勤労意欲も刺激し、在郷軍人会の活動活発化、道路修繕の定期化、消防組による10年無火災等にも波及し、最終的に東京朝日新聞から優良壮丁村として表彰されるまでになった。

## ギャラリー

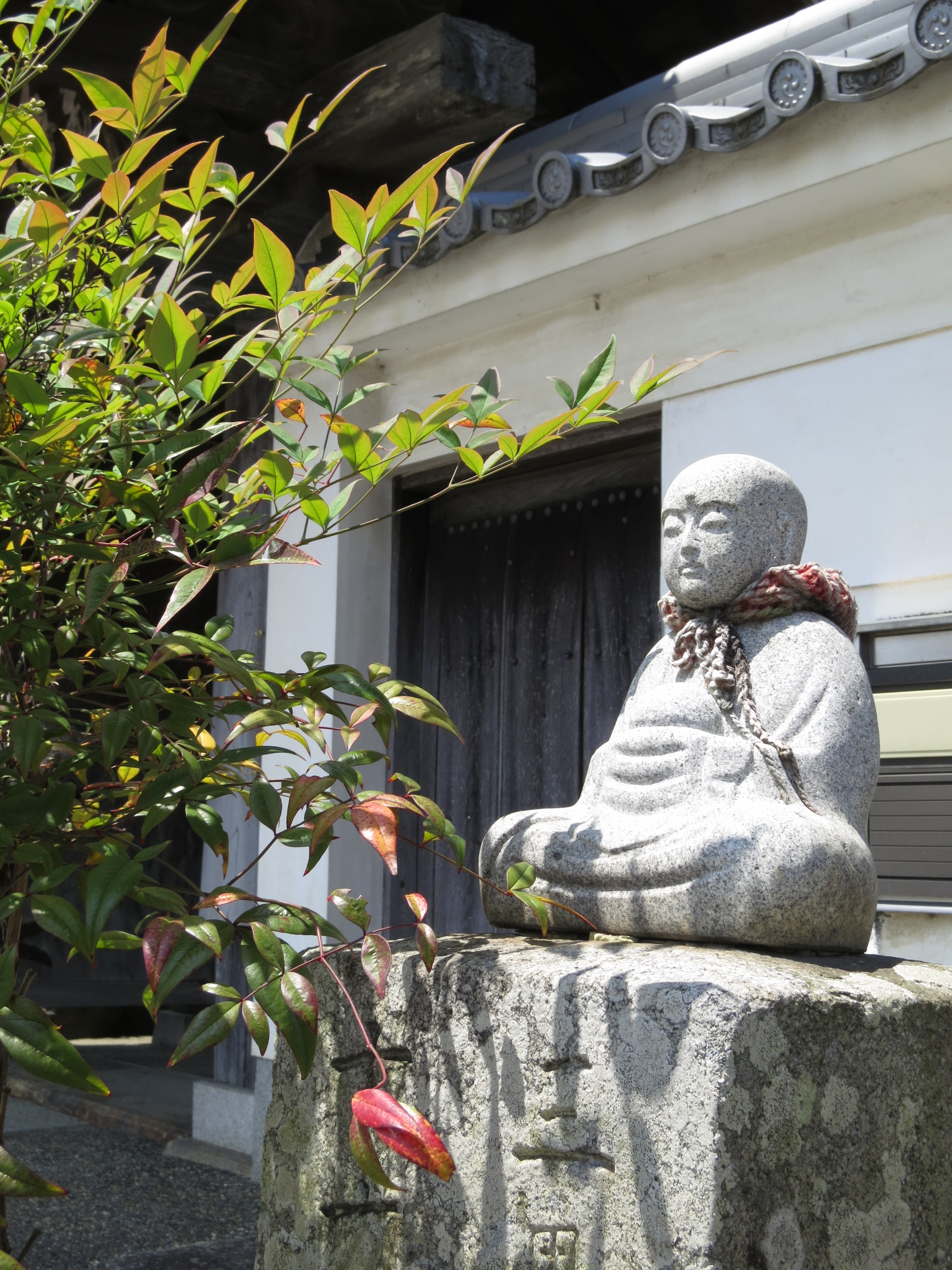
地蔵
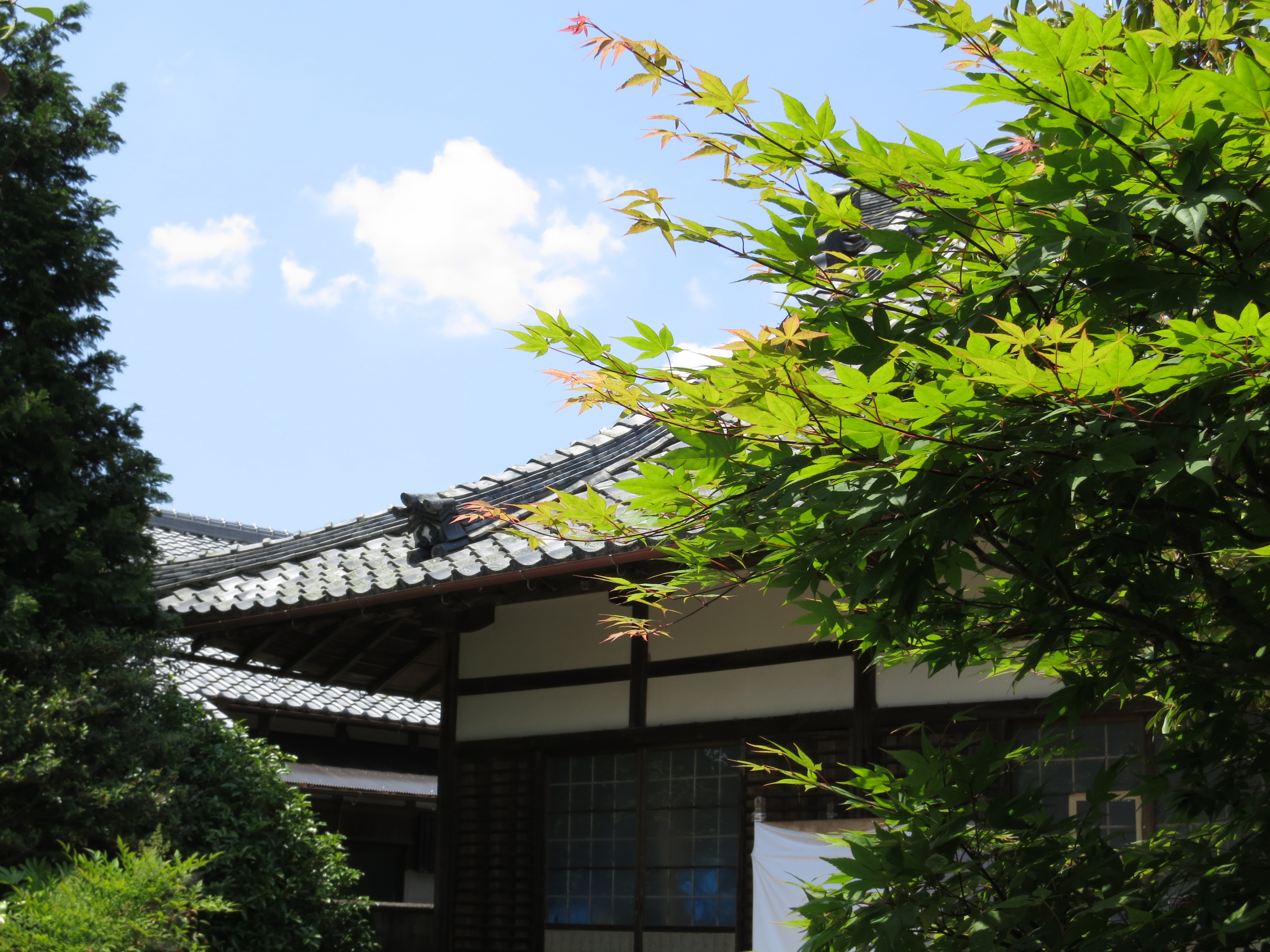
椛